# Esko Suomalainen
Esko Suomalainen, född 11 juni 1910 i Helsingfors, död där 11 juni 1995, var en finländsk genetiker.
Suomalainen blev 1936 assistent, från 1941 tillika docent, i genetik vid Helsingfors universitet. Han blev e.o. professor i nämnda ämne 1948, filosofie doktor 1950, var ordinarie professor 1967–1976 och tilldelades akademikers titel 1990. Han studerade främst kromosomuppsättningen hos insekter som partenogenetiskt och allmänt partenogenesens roll ur evolutionär synpunkt.
Suomalainen ägnade sig även åt naturfotografi och hans bilder särskilt från ödemarkerna i norra Finland har publicerats i flera bokverk